# بومبا
بومبا (به ایتالیایی: Bomba, Abruzzo) یک کومونه در ایتالیا است که در استان کییتی واقع شده‌است.

## خصوصیات
بومبا ۱۸ کیلومترمربع مساحت و ۹۳۰ نفر جمعیت دارد و ۴۲۴ متر بالاتر از سطح دریا واقع شده‌است.